# Казанка (приток Волги)
Каза́нка (тат. Казансу) — река в России, протекает по Татарстану. Левый приток Волги. Длина — 142 км, площадь водосборного бассейна — 2600 км².

## Описание
Дно русла известковое, отчего вода жёсткая, насыщена сернокислой известью и непригодна для домашнего употребления. Берёт начало из покрытой лесом возвышенности близ одноимённой деревни Апайкина Гарь. Впадает в Куйбышевское водохранилище в черте города Казани.
При создании водохранилища в 1950-х гг. Казанка в пределах города превратилась из естественной реки с обычным течением шириной в несколько десятков метров в неглубокий лиман шириной более километра с преимущественно стоячей водой (кроме узкого фарватера шириной с мосты на Ленинской и Кировской дамбах), а её устье переместилось на несколько километров выше по течению.
С 1978 года является памятником природы регионального значения Татарстана.

## Притоки
Справа: Пшалымка, Ия, Верезинка, Атынка, Красная, Шимяковка, Сула, Каймарка, Солонка, Сухая;

Слева: Кисьмесь, Каменка, Киндерка, Нокса, река Булак.

## Галерея

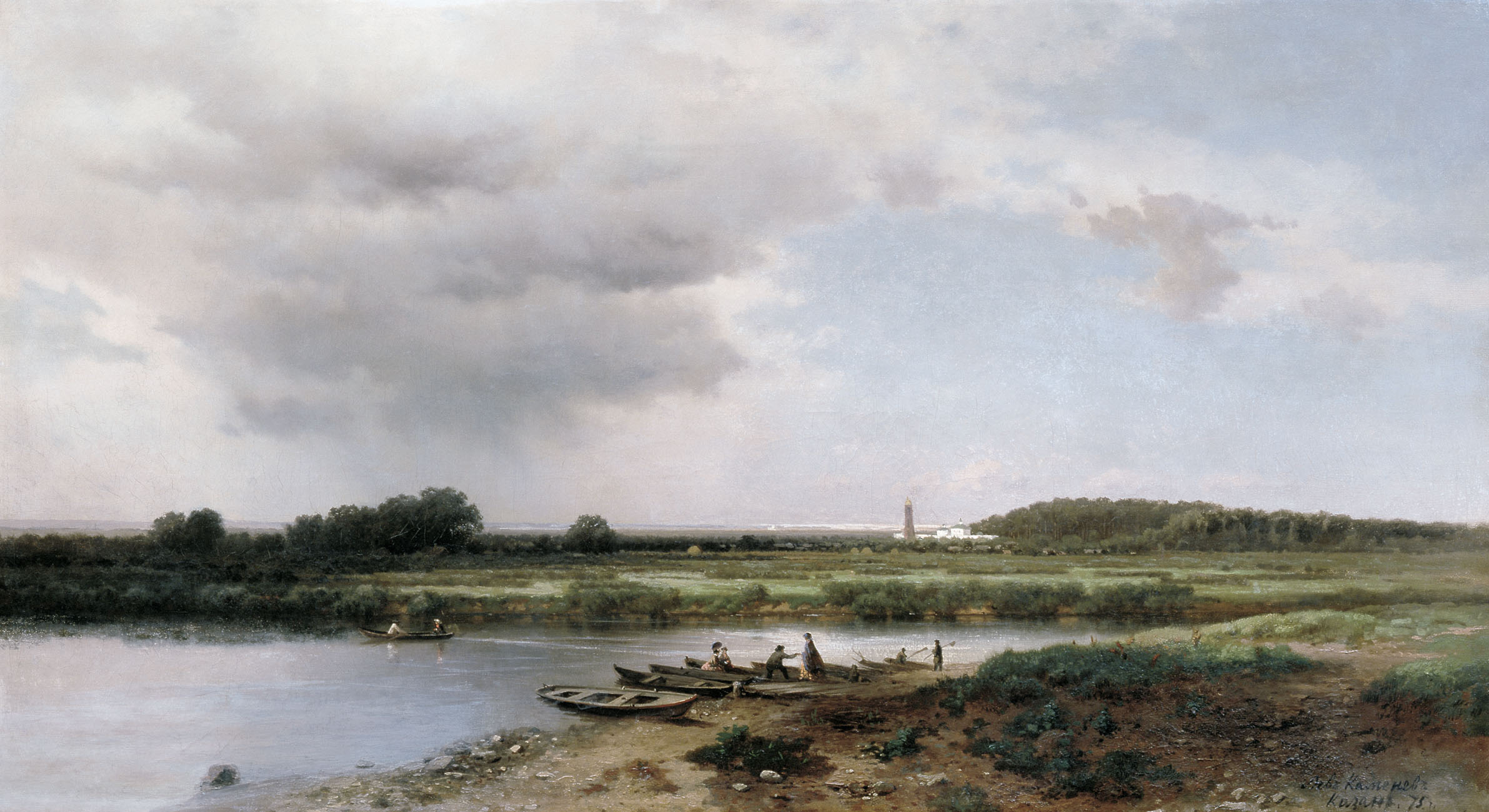
Вид на низовья Казанки до создания Куйбышевского водохранилища на картине живописца Льва Каменева в середине XIX века
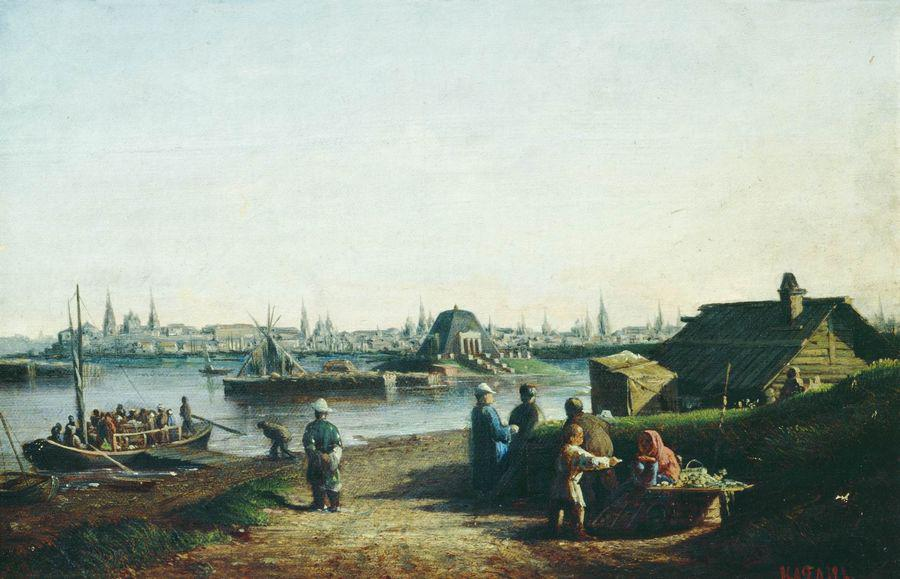
Вид на Казанку и Казань на картине живописца Алексея Боголюбова в середине XIX века
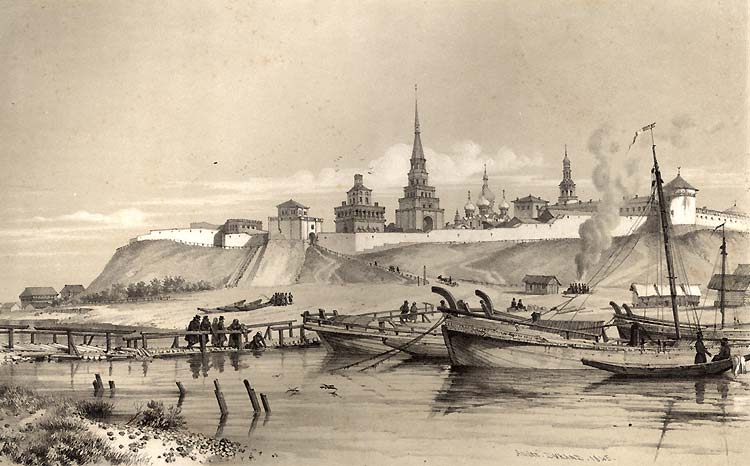
Пристань у кремля и плавучего моста через Казанку в XIX веке
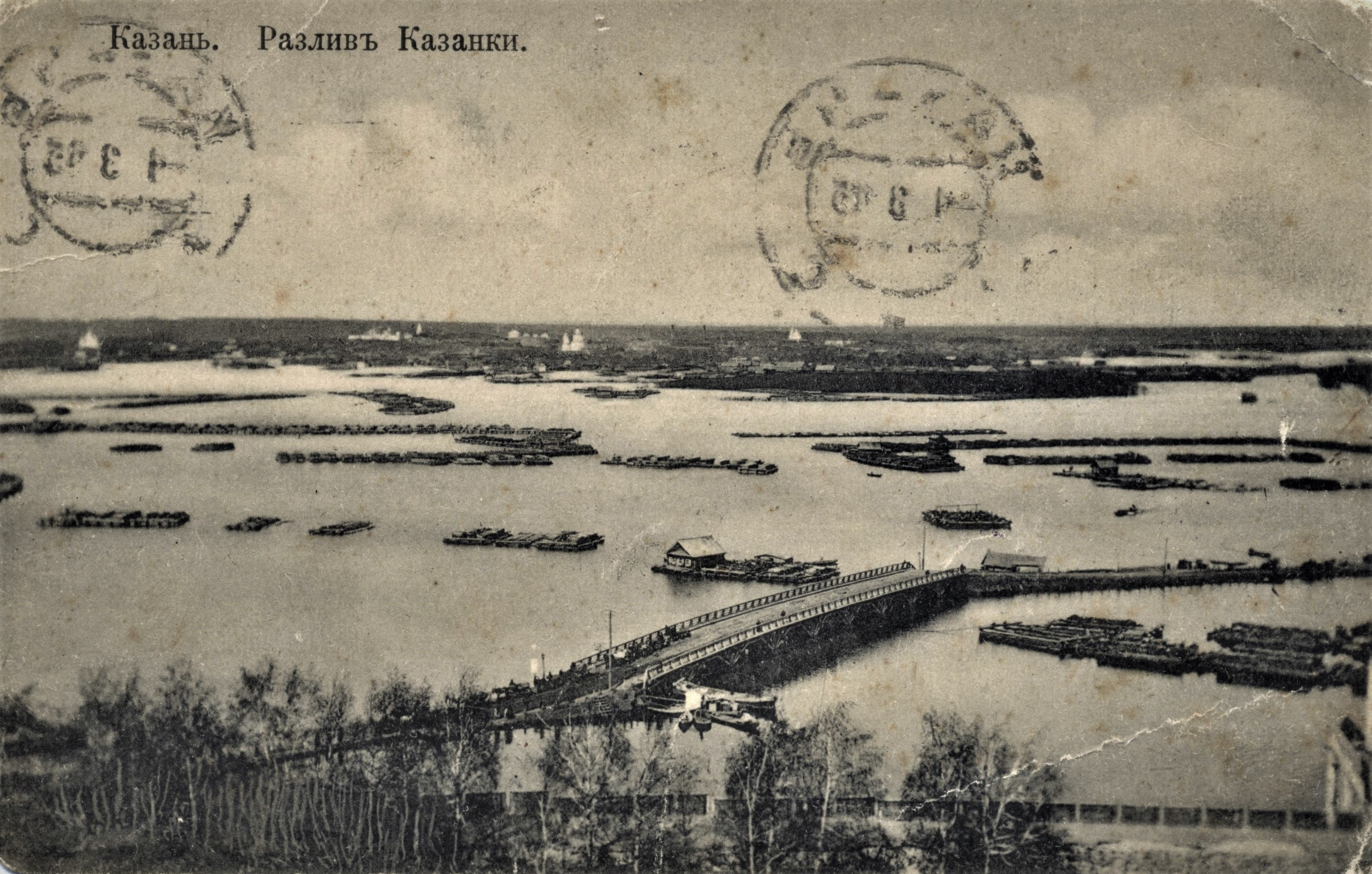
Разлив Казанки под стенами Кремля в начале XX века
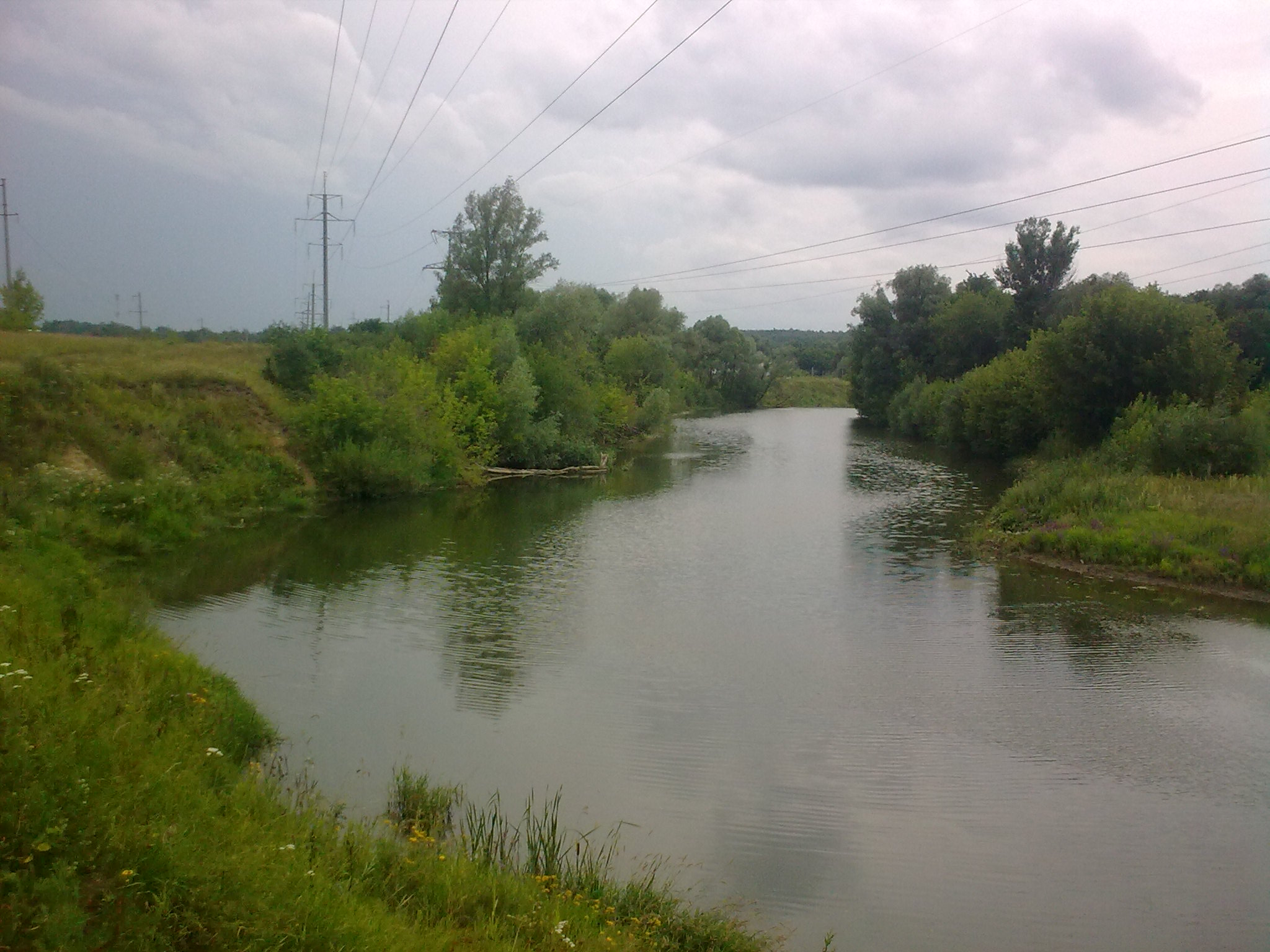
Казанка, рядом с автотрассой М7 на Казанской объездной дороге
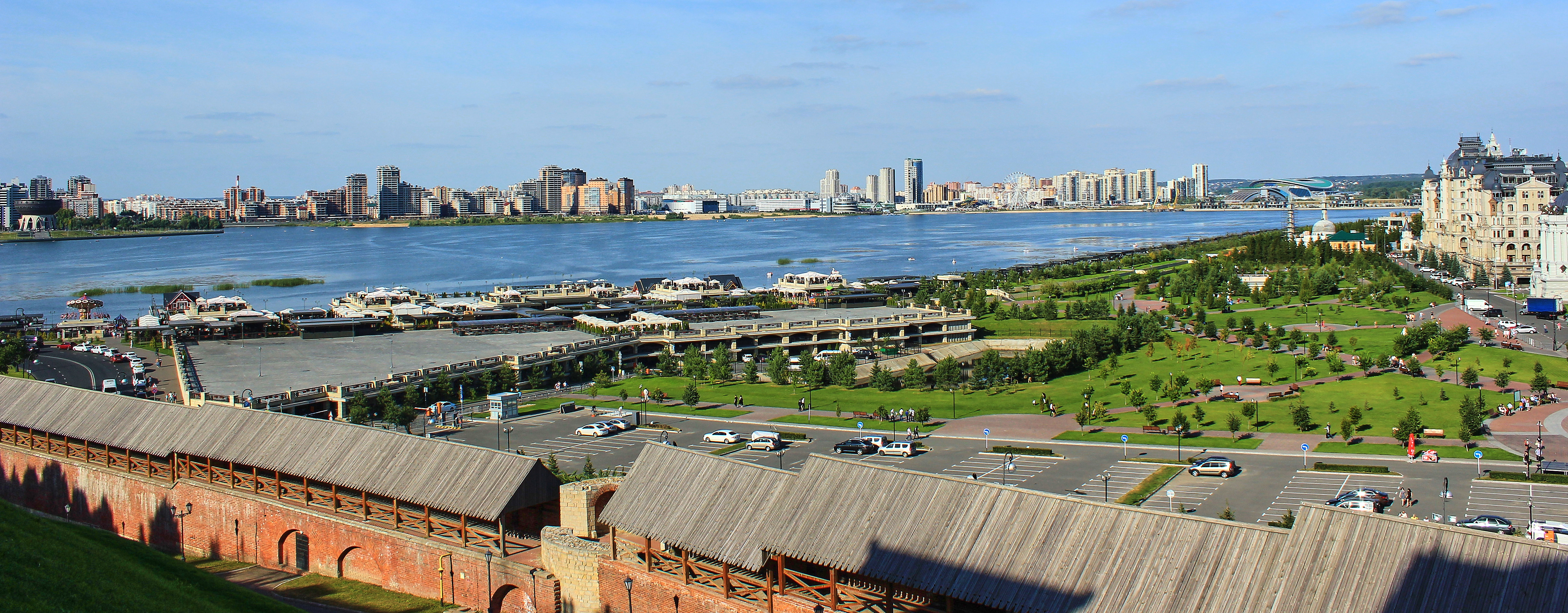
Вид на устье Казанки со стены Казанского Кремля

## См. также

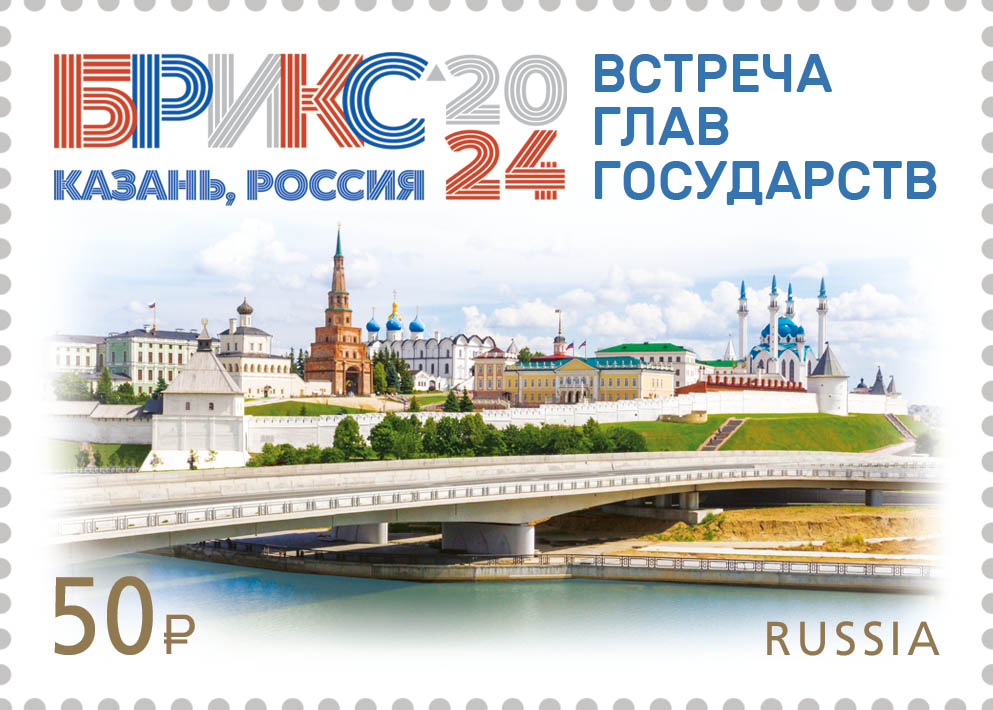
Казанка на почтовой марке России, посвящённой XVI саммиту БРИКС в Казани